# Cavall de vapor
El cavall de vapor, CV, és una unitat de potència. Es defineix com la potència necessària per elevar verticalment un pes de 75 kiloponds a 1 metre de la cota zero en 1 segon. Aquesta unitat s'anomena així perquè se suposava que era la potència que podia desenvolupar un cavall. Tot i això, un esportista d'elit pot arribar a desenvolupar potències d'un CV en períodes molt curts.
En països anglosaxons, s'acostuma a utilitzar el horse power o cavall de potència, el qual sovint s'anomena «cavall de força», cosa que representa un error de concepte. Té una magnitud similar al CV, però no exactament equivalent. El horse power, HP, es defineix com la potència necessària per elevar verticalment a la velocitat d'1 peu/minut una massa de 33.000 lliures.
La relació entre les dues unitats i les respectives relacions amb el watt (W), unitat de potència del Sistema Internacional d'Unitats, són les següents:
- 1 CV = 735,49875 W. A França s'adopta 735,5 W
- 1 HP = 745,6987158227022 W
- 1 HP = 1,0138 CV
- 1 CV = 0,9863 HP

Encara que el cavall de vapor no és una unitat del Sistema Internacional, s'utilitza més que el watt, especialment en vehicles terrestres i motors elèctrics; de totes maneres, en aquells països on és legalment obligatori l'ús del sistema internacional, als catàlegs de vehicles apareix sempre la potència també en quilowatts.